# Leif Krantz
John Leif Krantz, född 15 april 1932 i Göteborg, död 28 december 2012 i Sköndal i Stockholm, var en svensk TV-producent, manusförfattare och regissör.

## Biografi
Leif Krantz inledde karriären som alltiallo på Artfilm när Vi på Saltkråkan spelades in. Hans första egna serie blev Modiga mindre män 1967 som han även skrev manuset till. Serien klipptes senare ihop till en långfilm. Han slog igenom med TV-serierna Kullamannen (1967) och Kråkguldet (1969). 
Han gjorde även Pojken med guldbyxorna (1975).
Ärliga blå ögon (1977) var Krantz första TV-serie för en vuxen publik. Han gjorde även Sinkadus (1980) som en fristående fortsättning på serien Ärliga blå ögon.
Han skrev manus till de animerade filmerna Pelle Svanslös (1981) och Agaton Sax och Byköpings gästabud (1976).
Leif Krantz skrev även texterna till bilderböckerna Barnen i Djungeln (1959), Barnen i luften (1963) och Barnen i vattnet (1964) tillsammans med illustratören Ulf Löfgren.

## Filmografi
- 1964: Vi på Saltkråkan (TV) - regiassistent
- 1964: Tjorven, Båtsman och Moses (TV) - regiassistent
- 1967: Modiga mindre män (TV) - regi, manus
- 1967–1968: Kullamannen (TV) - regi
- 1969: Kråkguldet (TV) - regi, manus
- 1970: Följetong i X kapitel (TV) - regi
- 1972: Barnen i Höjden (TV) - regi, manus
- 1972: Stora skälvan (TV) - regi, manus
- 1975: Pojken med guldbyxorna (TV) - regi, manus
- 1976: Agaton Sax och Byköpings gästabud - manus
- 1976: Schaurige Geschichten (TV) - regi, manus
- 1977: Ärliga blå ögon (TV) - regi, manus
- 1977: Så går det till på Saltkråkan (TV) - regiassistent
- 1980: Sinkadus (TV) - regi, manus
- 1981: Pelle Svanslös - manus
- 1983: Öbergs på Lillöga (TV) - regi, manus
- 1985: Pelle Svanslös i Amerikatt - manus
- 1985: Vägen till Gyllenblå! (TV) - regi
- 1986: Skånska mord (TV) - regi
- 1988 – Stoft och skugga (TV-serie) - regi, manus
- 1991 – Amforans gåta (TV-serie) - regi, manus
- 1993–1995: Snoken (TV) - regi
- 2000: Ramakien (kortfilm, TV) - regi, manus

### Webbkällor
- Leif Krantz på Svensk Filmdatabas